# 파푸아뉴기니의 총리
파푸아뉴기니의 총리(Prime Minister of Papua New Guinea)는 파푸아뉴기니의 정부 수반이다.
현직 총리는 제임스 마라페(2019~)이다.

## 같이 보기
- 파푸아뉴기니의 총독